# Аніка Бошкович
Аніка Бошкович (1714, Республіка Рагуза — 13 серпня 1804, Рагуза) — рагузька письменниця.

## Життєпис
Аніка Бошкович народилася в Рагузі 3 листопада або 3 грудня 1714 року, у багатодітній родині. Вона була наймолодшою з дев'яти дітей. Її батьками були Пола Беттера, дочка італійської заможної родини, та Нікола Бошкович, боснійський дилер родом з Орахового Дола. Її брат Роджер Йозеф Бошкович був видатним фізиком, астрономом, математиком, філософом, дипломатом, поетом, богословом, священником-єзуїтом. А інші її брати, латиніст Баро Бошкович і поет Петро Бошкович, сприяли розвитку культури. Сучасниками Бошкович були Марія Беттера-Димитрович, Лукреція Богашинович та Досітей Обрадович.

## Творчість
Аніка Бошкович — авторка пастирської пісні та низки перекладів з італійської мови. Сформовані єзуїтами християнські теми пронизують її творчість. Бошкович — одне з перших важливих імен жінок у рагузькій літературі. «Діалог» (1758) Аніки Бошкович — перший і єдиний літературний твір, написаний жінкою-авторкою в літературі Рагузи.